# Copșa Mică
Copșa Mică (allemand : Kleinkopisch, hongrois : Kiskapus) est une ville du județ de Sibiu, en Transylvanie, Roumanie. Elle se situe au nord de Sibiu, 33 km à l'est de Blaj et 12 km au sud-ouest de Mediaș.

## Pollution

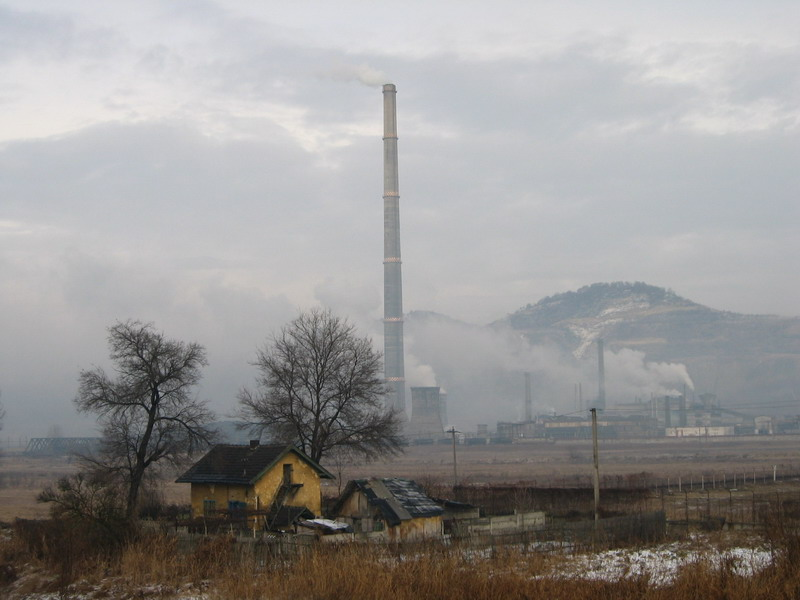
Usine à Copșa Mică.

La ville est connue comme l'une des plus polluées d'Europe jusque dans les années 1990, en raison des émissions de deux usines. L'une, ouverte de 1936 à 1993, produisait du noir de carbone pour les teintures. Ses émissions ont pollué la région pendant près de soixante ans, déposant de la suie sur les maisons, les arbres, les animaux et pénétrant dans les poumons des humains, faisant baisser l'espérance de vie dans cette région du pays. Les traces laissées par ces décennies de ces dépôts polluants sont toujours visibles.
L'autre source de pollution, moins visible mais dont les effets sont encore plus graves sur la santé des résidents, était l'usine Sometra, un haut fourneau dont les émissions ont contribué à augmenter de façon importante les maladies respiratoires et l'impuissance sexuelle, abaissant ainsi l'espérance de vie de neuf ans en dessous la moyenne nationale.
Le chanteur Denez Prigent a consacré une chanson (gwerz), Copsa Mica, à la situation des habitants de la ville, forcés de travailler dans ces usines qui les tuent.

## Démographie
Lors du recensement de 2011, 75,07 % de la population se déclarent roumains, 8,3 % hongrois, 11,15 % roms (4,95 % ne déclarent pas d'appartenance ethnique et 0,49 % déclarent appartenir à une autre ethnie).

## Politique
| Parti | Parti                                      | Sièges |
| ----- | ------------------------------------------ | ------ |
|       | Parti national libéral (PNL)               | 10     |
|       | Parti social-démocrate (PSD)               | 3      |
|       | Union démocrate magyare de Roumanie (UDMR) | 1      |
|       | Parti bloc de l'unité nationale            | 1      |

## Personnalités nées à Copșa Mică
- Ioana Ginghină (1977-), actrice.